# Mathieu Maertens
Mathieu Maertens (27 maart 1995) is een Belgisch voetballer die als middenvelder speelt. Hij komt sinds 2017 uit voor Oud Heverlee Leuven.

## Carrière

### Cercle Brugge
Maertens kreeg zijn jeugdopleiding bij Cercle Brugge. In maart 2014 tekende hij een profcontract. Hij debuteerde op 29 maart 2014 op de eerste speeldag van play-off 2 in de Jupiler Pro League tegen KV Kortrijk. Coach Lorenzo Staelens gaf Maertens een basisplaats en liet hem de volledige wedstrijd staan. Cercle verloor uit met 4-0 in het Guldensporenstadion. Ook in de laatste wedstrijd van het seizoen tegen KV Mechelen kreeg Maertens een basisplaats. Na 76 minuten werd hij vervangen door debutant Jasper Ameye.

### OH Leuven
Aan de start van het seizoen 2017/18 tekende Maertens een driejarig contract bij tweedeklasser Oud Heverlee Leuven waar hij meteen een basispion werd. In zijn derde seizoen met Leuven werd de promotie naar de hoogste afdeling afgedwongen. Met 8 doelpunten in 28 wedstrijden had Maertens een belangrijk aandeel in deze promotie. Ook in zijn eerste seizoen in de eerste klasse met Leuven was Maertens een vaste basisspeler. Eind augustus 2021 verlengde hij zijn contract bij Leuven tot de zomer van 2025. 

## Clubstatistieken
| Seizoen | Club                | Land   | Competitie         | Wed. | Doelp. |
| ------- | ------------------- | ------ | ------------------ | ---- | ------ |
| 2013/14 | Cercle Brugge       | België | Jupiler Pro League | 2    | 0      |
| 2014/15 | Cercle Brugge       | België | Jupiler Pro League | 10   | 0      |
| 2015/16 | Cercle Brugge       | België | Proximus League    | 25   | 6      |
| 2016/17 | Cercle Brugge       | België | Proximus League    | 28   | 0      |
| 2017/18 | Oud-Heverlee Leuven | België | Proximus League    | 34   | 3      |
| 2018/19 | Oud-Heverlee Leuven | België | Proximus League    | 26   | 7      |
| 2019/20 | Oud-Heverlee Leuven | België | Proximus League    | 28   | 8      |
| 2020/21 | Oud-Heverlee Leuven | België | Jupiler Pro League | 19   | 3      |
| 2021/22 | Oud-Heverlee Leuven | België | Jupiler Pro League | 30   | 9      |
| 2022/23 | Oud-Heverlee Leuven | België | Jupiler Pro League | 24   | 5      |
| 2023/24 | Oud-Heverlee Leuven | België | Jupiler Pro League | 5    | 0      |
| Totaal  | Totaal              | Totaal | Totaal             | 201  | 37     |